# Castillo de la Inmaculada Concepción

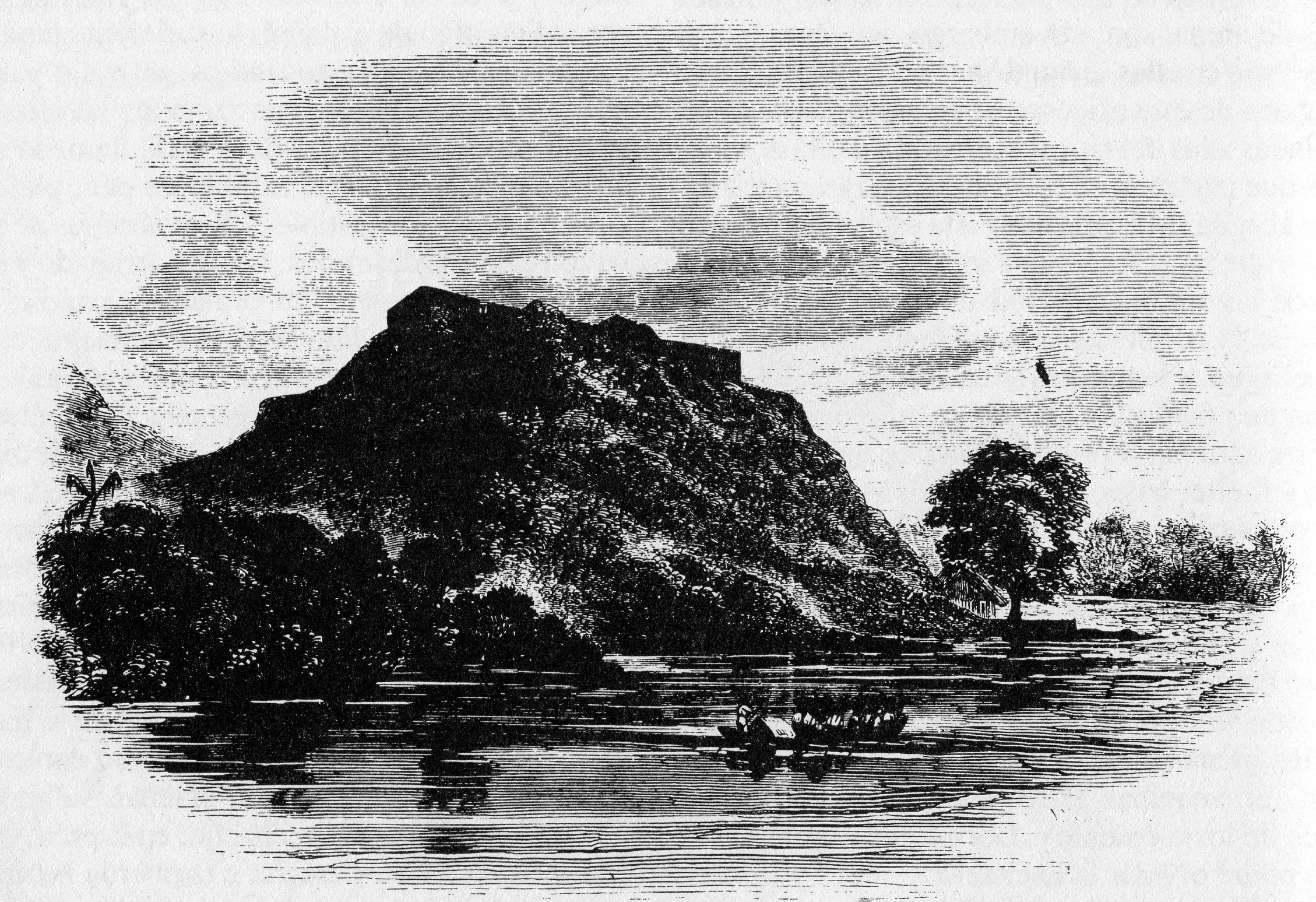
Castillo de la Inmaculada Concepción, Nicaragua, Río San Juan (Nicaragua) 1849. Skizze von Ephraim George Squier

Das Castillo de la Inmaculada Concepción (Spanisch, zu Deutsch Burg der Unbefleckten Empfängnis) ist eine ehemalige Festung, die von 1673 bis 1675 während der spanischen Kolonialzeit im Generalkapitanat Guatemala, heute Nicaragua, am Río San Juan gebaut wurde. Die Burg wurde auf den Fundamenten einer älteren Festungsanlage, die bereits in der Regierungszeit von König Philipp II. angelegt wurde, errichtet und steht heute unter Denkmalschutz. Die Festung diente dem Schutz der innernicaraguanischen Städte Granada und León vor englischen Piratenüberfällen; 1780 wurde sie im Kontext des Amerikanischen Unabhängigkeitskrieges kurzfristig von Kapitän zur See Horatio Nelson eingenommen. Um die Festung herum hat sich aus einer Ansiedlung heraus der heutige Ort El Castillo entwickelt.

## Geschichte

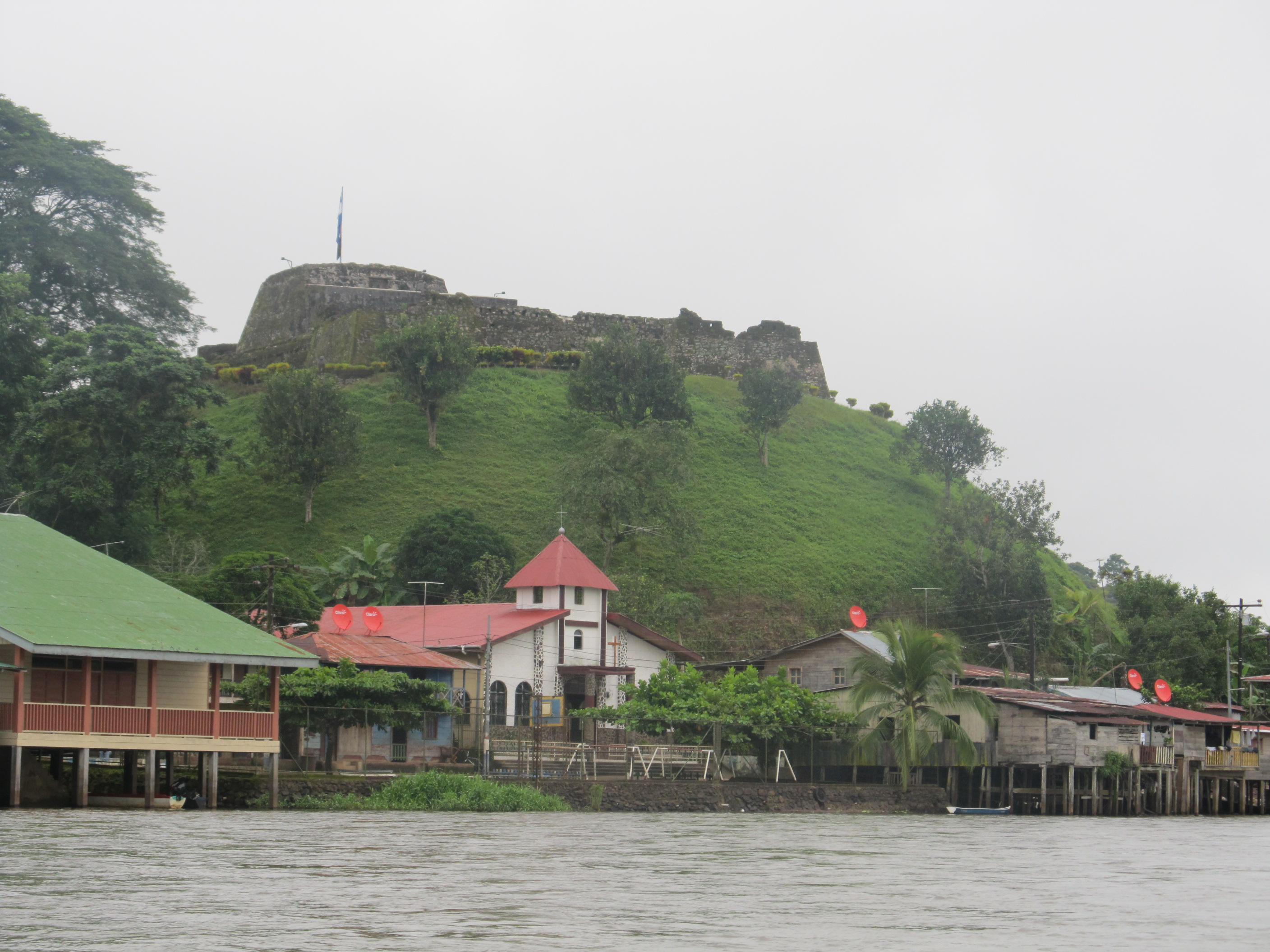
Blick vom Río San Juan

1670 war Granada von einem Piraten Gallardino, über den keine weiteren Informationen vorliegen, überfallen worden. Dies bewog die zuständigen Kolonialbehörden des Generalkapitanats Guatemala, den Eingang des Nicaraguasees durch eine Festung zu schützen. Das Terrain wurde 1673 durch Generalkapitän Fernando Francisco de Escobedo in Begleitung des Militäringenieurs Martín de Andújar Cantos besichtigt. Sie beschlossen, die Festung am heutigen Raudal del Diablo (Teufelsschnellen) auf den Ruinen der Festung Santa Cruz anzulegen, die bereits unter König Philipp II. angelegt worden war. Die Bauarbeiten begannen am 10. März 1673 und wurden 1675 beendet. Trotzdem gelang es dem Bukanier William Dampier, im April 1685 Granada einzunehmen und in Brand zu setzen.
Während des Siebenjährigen Krieges wurde die Festung ab dem 26. Juli 1762 von einem englischen Expeditionskorps, das durch Miskitos und Sambos unterstützt wurde, belagert. Das Korps bestand aus gut 2000 Soldaten und Kriegern auf 50 Booten, während die Festung lediglich durch 100 Mann spanischer Truppen verteidigt wurde. Ihr Kommandant, Oberstleutnant José de Herrera y Sotomayor, war am 15. Juli verstorben. Die Verteidigung wurde durch seinen Stellvertreter, Leutnant Juan de Aguilar y Santa Cruz, sowie die 19-jährige Tochter des verstorbenen Kommandanten, Rafaela Herrera (1742–1805), übernommen. Am 2. August wurde ein englischer Angriff in der Schlacht um den Río San Juan zurückgeschlagen. Die Engländer und ihre Verbündeten gaben die Belagerung auf und zogen sich zurück. Rafaela Herrera wurde später zur Nationalheldin Nicaraguas erklärt.
1779 schlug der britische Gouverneur von Jamaika, Generalmajor John Dalling, im Kontext des Amerikanischen Unabhängigkeitskrieges eine weitere Expedition nach Nicaragua vor, um durch die Einnahme Granadas Spanisch-Amerika zu teilen und einen kurzen Zugang zum Pazifischen Ozean zu gewinnen. Die Festung wurde von einem Expeditionskorps unter Führung von Kapitän zur See Horatio Nelson eingenommen und neun Monate lang besetzt.

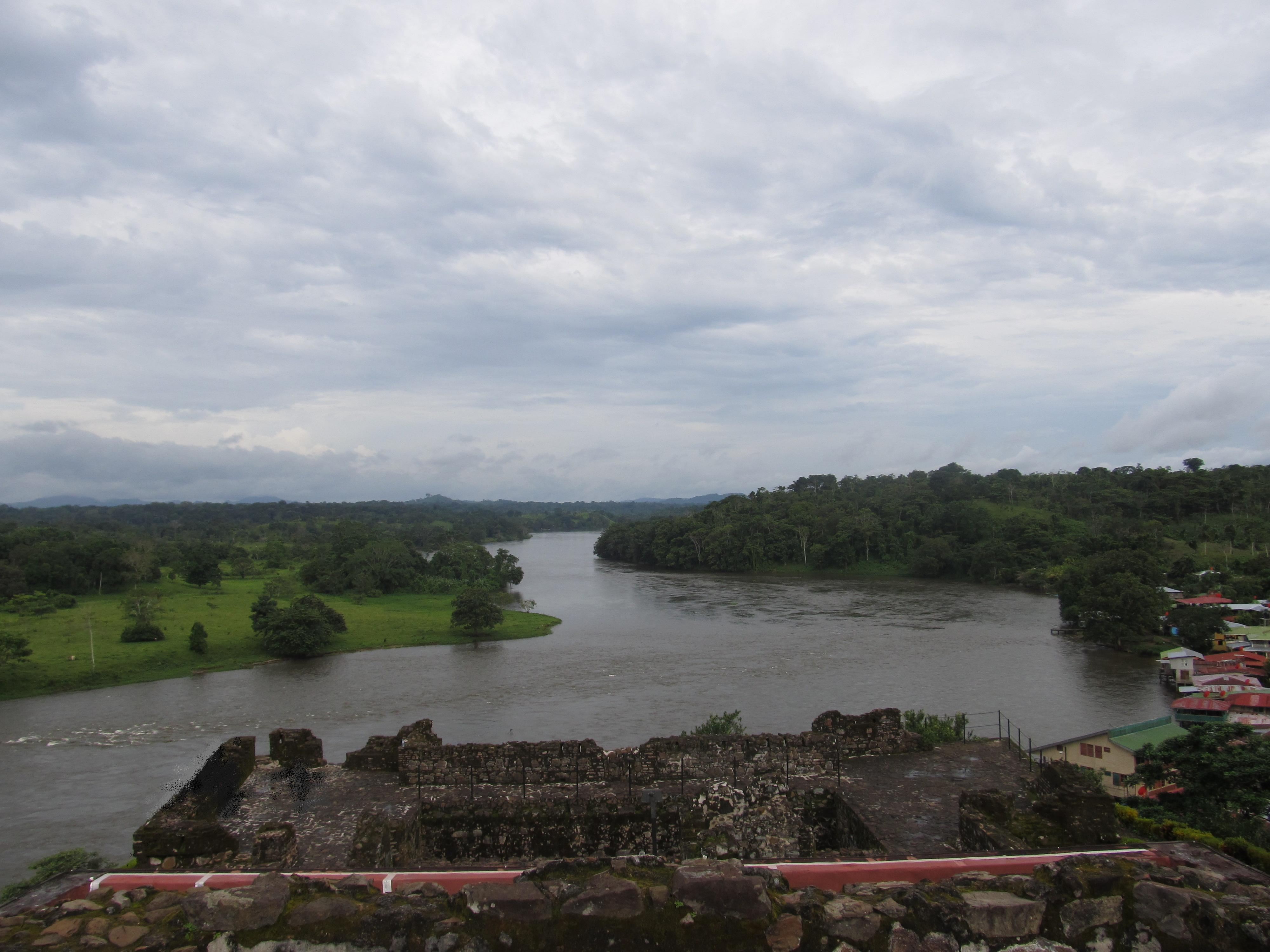
Blick vom Castillo auf Rio San Juan

Auch nach der Gründung des Freistaats Nicaragua 1821 blieb die Festung eine strategisch bedeutende Position und wurde gleichzeitig als Zollstation benutzt. Aufgrund ihrer geschützten Lage im Inland konnte sie 1878 in der Eisenstuck-Affäre nicht von einem Landungskommando der deutschen Korvette Medusa besetzt werden, dass sich damit begnügen musste, den unter britischer Kontrolle stehenden Freihafen von San Juan del Norte (Greytown) zu kontrollieren. Allerdings hatte der Kommandant der Korvette, Korvettenkapitän Friedrich von Hollmann, den Unterleutnant Harms als Kundschafter zur Festung entsandt, der allerdings lediglich mitteilen konnte, dass die geplante Besetzung der Zollstation undurchführbar war.
In der Somoza-Ära diente die Festung als Stützpunkt der Guardia Nacional de Nicaragua, während des Contra-Kriegs dem Sandinistischen Volksheer. 1982/83 musste die Fähre Gröpeln, ein Solidaritätsgeschenk aus Bremen an Ernesto Cardenal, aufgrund der Kriegsereignisse und Witterungsbedingungen längere Zeit vor der Festung Schutz suchen.

## Film und Fernsehen
- Die nackten Füße Nicaraguas